# Ken Follett
Ken Follett (* 5. června 1949 Cardiff, Wales, Spojené království) je britský spisovatel, autor thrillerů a historických románů.

## Dílo
- The Modigliani Scandal (1976)
- The Mystery Hideout (1976)
- The Power Twins (1976)
- Paper Money (1977)
- Eye of the Needle (1978)
- The Key to Rebecca (1980)
- Triple (1980)
- The Man from St. Petersburg (1982)
- On Wings of Eagles (1983)
- Lie Down with Lions (1986)
- The Pillars of the Earth (1989)
- Night Over Water (1991)
- A Dangerous Fortune (1993)
- Under the Streets of Nice (1995)
- A place called freedom (1995)
- The cruise (1995)
- The Third Twin (1996)
- The Hammer of Eden (1998)
- Code to zero (2000)
- Jackdaws (2001)
- Hornet Flight (2002)
- Whiteout (2004) (2004)
- World Without End (2007)
- The Century Trilogy 1: Fall of Giants (2010)
- The Century Trilogy 2: Winter of the world (2012)